# Trolleybus d'Oulan-Bator
Le trolleybus d'Oulan-Bator est un réseau de transports en commun de l'agglomération d'Oulan-Bator, en Mongolie. Il s'agit du seul réseau de  trolleybus de Mongolie.

## Histoire
Ouvert le 29 octobre 1987, le réseau comprenant initialement 40 trolleybus ZiU-9 importés de l'Union Soviétique. Depuis 2007, le parc de matériel roulant s'est enrichi de nouveaux trolleybus.

## Lignes
Le réseau comprend quatre lignes, numérotées 2, 4, 5 et 6.

## Matériel roulant
Les trolleybus ZiU-9 constituent l'essentiel du parc. En 2007, le parc a été enrichi de plusieurs autobus diesel Hyundai Aero City 540, convertis à la traction électrique avec des équipements électriques recyclés sur des anciens ZiU-9.
Le parc comprend également divers trolleybus ZiU, ainsi que 2 trolleybus AKSM.

## Annexe